# Strzałki (Łódź)
Pour les articles homonymes, voir Strzałki.
Strzałki est une localité polonaise de la gmina de Burzenin, située dans le powiat de Sieradz en voïvodie de Łódź.